# Буцький Йосип Іванович
Йо́сип Іва́нович Бу́цький (нар. 1919 — пом. 1980) — радянський військовик часів Другої світової війни, командир 2-го стрілецького батальйону 515-го стрілецького полку 134-ї стрілецької дивізії (69-а армія), майор. Герой Радянського Союзу (1945).

## Життєпис
Народився 18 жовтня 1919 року в селі Велика Лихівка, нині Валківського району Харківської області, в селянській родині. Українець. Здобув неповну середню освіту. Працював токарем на харківському заводі «Світло шахтаря».
До лав РСЧА призваний у 1940 році. Того ж року закінчив полкову школу молодших командирів.
Початок німецько-радянської війни зустрів на посаді командира відділення стрілецького полку в Західному ОВО. Брав участь в оборонних боях на території Білорусі, під Смоленськом, у Підмосков'ї. Під час битви за Москву воював у складі загону особливого призначення, який діяв у ворожому тилу в Московській і Калінінській областях РРФСР.
На початку 1942 року призначений командиром взводу окремого лижного батальйону 134-ї стрілецької дивізії, згодом обіймав посаду заступника командира цього ж батальйону зі стройової частини. Член ВКП(б) з 1942 року. У 1944 році капітан Й. І. Буцький був призначений командиром 2-го стрілецького батальйону 515-го стрілецького полку 134-ї стрілецької дивізії.
Особливо майор Й. І. Буцький відзначився під час проведення Вісло-Одерської наступальної операції. 14 січня 1945 року при прориві довготривалої оборони супротивника на західному березі річки Вісла, особисто водив батальйон на штурм ворожих укріплень. Поєднуючи взаємодію піхоти з приданою бронетехнікою, наніс значної школи живій силі і техніці супротивника, чим сприяв проривові ворожої оборони на всю тактичну глибину. Стрімко просуваючись вперед, батальйон майора Й. І. Буцького, діючи десантними групами на броні танків, порушив комунікації ворога і в бою північно-західніше міста Радома знищив до 450 солдатів і офіцерів супротивника, захопив 12 гармат і полонив до 100 солдатів ворога. 25 січня 1945 року, попри потужний спротив супротивника, що знаходився на вигідних рубежах, обхідним маневром зайшов у ворожий тил, деморалізував його, а потім повністю розгромив і знищив гарнізон опорного пункту поблизу озера Обра. У боях на території Німеччини, стрімко просуваючись вперед, вийшов на водний рубіж річки Одер. 4 лютого 1945 року супротивник протягом дня тричі контратакував бойові порядки батальйону при підтримці авіації, танків і САУ. У критичний момент бою майор Й. І. Буцький з автоматом у руках особисто брав участь у відбиття ворожої контратаки, знищивши до 20 солдатів.
У 1946 році підполковник Й. І. Буцький вийшов у запас. У 1961 році закінчив Київський технікум харчової промисловості. Працював директором Валківського харчокомбінату.
Помер 4 січня 1980 року. Похований на кладовищі села Буцьківка Валківського району Харківської області.

## Нагороди
Указом Президії Верховної Ради СРСР від 24 березня 1945 року «за зразкове виконання бойових завдань командування на фронті боротьби з німецькими загарбниками та виявлені при цьому відвагу і героїзм», майорові Буцькому Йосипу Івановичу присвоєне звання Героя Радянського Союзу з врученням ордена Леніна і медалі «Золота Зірка» (№ 5201).
Також нагороджений орденами Червоного Прапора (28.09.1944), Суворова 3-го ступеня (18.06.1945), Вітчизняної війни 1-го ступеня (06.05.1944), Червоної Зірки (09.04.1943) і медалями.